# 布尔格诺勒
布尔格诺勒（法語：Bourguenolles，法語發音：[buʁɡənɔl]）是法国芒什省的一个市镇，属于圣洛区。

## 地理
布尔格诺勒（48°48'15"N, 1°17'52"W）面积7.65 平方千米，位于法国诺曼底大区芒什省，该省份为法国西北部沿海省份，西、北、东北三面环大西洋，东起顺时针与卡爾瓦多斯省、奧恩省、马耶讷省和伊勒-维莱讷省接壤。
与布尔格诺勒接壤的市镇（或旧市镇、城区）包括：拉朗德代鲁、勒帕尔克、勒塔尼、拉特里尼泰、维勒迪约莱波埃勒-鲁菲尼。
布尔格诺勒的时区为UTC+01:00、UTC+02:00（夏令时）。

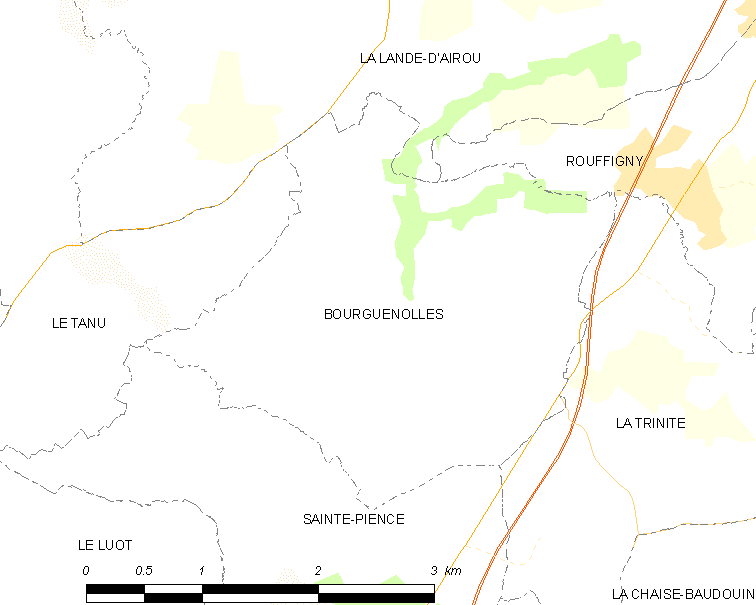
布尔格诺勒的OSM定位图

## 行政
布尔格诺勒的邮政编码为50800，INSEE市镇编码为50069。

## 政治
布尔格诺勒所属的省级选区为维勒迪约莱普瓦勒-鲁菲尼县。

## 人口

1962-2008年间布尔格诺勒人口变化图示

布尔格诺勒于2022年1月1日时的人口数量为343人。